# Kuopio Steelers
I Kuopio Steelers  sono una squadra di football americano di Kuopio, in Finlandia.

## Storia
La squadra è stata fondata a Varkaus nel 1991 e si è trasferita a Kuopio nel 2005. Hanno vinto 3 titoli nazionali, 2 titoli di secondo livello, 4 titoli di terzo livello, 1 titolo di secondo livello femminile e 1 titolo di terzo livello femminile.

## Dettaglio stagioni

### Amichevoli
| Stagione | Vin | Par | Per | Tot | PF | PS | avversaria          |
| -------- | --- | --- | --- | --- | -- | -- | ------------------- |
| 2019     | 1   | 0   | 0   | 1   | 42 | 28 | Reykjavík Einherjar |
| Totale   | 1   | 0   | 0   | 1   | 42 | 28 |                     |

### Tornei nazionali

#### Campionato

##### Vaahteraliiga
| Stagione | regular season | regular season | regular season | regular season | regular season | regular season | playoff | playoff | playoff | playoff | playoff | playoff       | playoff              |
|          | Vin            | Par            | Per            | Tot            | PF             | PS             | Vin     | Per     | Tot     | PF      | PS      | risultato     | avversaria           |
| -------- | -------------- | -------------- | -------------- | -------------- | -------------- | -------------- | ------- | ------- | ------- | ------- | ------- | ------------- | -------------------- |
| 2018     | 8              | 0              | 2              | 10             | 394            | 315            | 1       | 1       | 2       | 48      | 70      | Vaahteramalja | Helsinki Roosters    |
| 2019     | 9              | 0              | 3              | 12             | 489            | 369            | 1       | 1       | 2       | 27      | 67      | Vaahteramalja | Helsinki Roosters    |
| 2020     | 4              | 0              | 1              | 5              | 223            | 105            | 2       | 0       | 2       | 56      | 13      | Campioni      | Helsinki Wolverines  |
| 2021     | 7              | 0              | 1              | 8              | 333            | 143            | 2       | 0       | 2       | 66      | 14      | Campioni      | Helsinki Roosters    |
| 2022     | 12             | 0              | 0              | 12             | 552            | 146            | 2       | 0       | 2       | 49      | 14      | Campioni      | Seinäjoki Crocodiles |
| 2023     | 6              | 0              | 6              | 12             | 315            | 265            | -       | -       | -       | -       | -       | -             | -                    |
| 2024     | 9              | 0              | 3              | 12             | 371            | 201            | 0       | 1       | 1       | 14      | 35      | Semifinale    | Seinäjoki Crocodiles |
| Totale   | 55             | 0              | 16             | 71             | 2677           | 1544           | 8       | 3       | 11      | 260     | 213     |               |                      |

Fonti: Enciclopedia del Football - A cura di Massimo Mezzetti

##### Naisten Vaahteraliiga
| Stagione | regular season | regular season | regular season | regular season | regular season | regular season | playoff | playoff | playoff | playoff | playoff | playoff    | playoff             |
|          | Vin            | Par            | Per            | Tot            | PF             | PS             | Vin     | Per     | Tot     | PF      | PS      | risultato  | avversaria          |
| -------- | -------------- | -------------- | -------------- | -------------- | -------------- | -------------- | ------- | ------- | ------- | ------- | ------- | ---------- | ------------------- |
| 2019     | 3              | 0              | 5              | 8              | 151            | 245            | 0       | 1       | 1       | 6       | 66      | Semifinale | Helsinki Wolverines |
| Totale   | 3              | 0              | 5              | 8              | 151            | 245            | 0       | 1       | 1       | 6       | 66      |            |                     |

Fonti: Enciclopedia del Football - A cura di Massimo Mezzetti

##### I-divisioona
| Stagione | regular season | regular season | regular season | regular season | regular season | regular season | playoff | playoff | playoff | playoff | playoff | playoff    | playoff                  |
|          | Vin            | Par            | Per            | Tot            | PF             | PS             | Vin     | Per     | Tot     | PF      | PS      | risultato  | avversaria               |
| -------- | -------------- | -------------- | -------------- | -------------- | -------------- | -------------- | ------- | ------- | ------- | ------- | ------- | ---------- | ------------------------ |
| 2003     | 2              | 0              | 0              | 2              | 73             | 7              | -       | -       | -       | -       | -       | -          | -                        |
| 2008     | 4              | 0              | 4              | 8              | 148            | 177            | 0       | 1       | 1       | 33      | 52      | Semifinale | Lappeenranta Rajaritarit |
| 2009     | 7              | 0              | 1              | 8              | 272            | 169            | 2       | 0       | 2       | 65      | 33      | Campioni   | Oulu Northern Lights     |
| 2011     | 2              | 0              | 6              | 8              | 91             | 189            | 0       | 1       | 1       | 0       | 30      | Semifinale | Vantaan TAFT             |
| 2016     | 4              | 0              | 4              | 8              | 193            | 197            | 0       | 1       | 1       | 12      | 35      | Semifinale | Hämeenlinna Huskies      |
| 2017     | 7              | 0              | 1              | 8              | 424            | 142            | 2       | 0       | 2       | 161     | 46      | Campioni   | Helsinki Wolverines      |
| Totale   | 26             | 0              | 16             | 42             | 1201           | 881            | 4       | 3       | 7       | 271     | 196     |            |                          |

Fonti: Enciclopedia del Football - A cura di Massimo Mezzetti

##### Naisten I-divisioona
| Stagione | regular season | regular season | regular season | regular season | regular season | regular season | playoff | playoff | playoff | playoff | playoff | playoff     | playoff              |
|          | Vin            | Par            | Per            | Tot            | PF             | PS             | Vin     | Per     | Tot     | PF      | PS      | risultato   | avversaria           |
| -------- | -------------- | -------------- | -------------- | -------------- | -------------- | -------------- | ------- | ------- | ------- | ------- | ------- | ----------- | -------------------- |
| 2014     | 5              | 0              | 2              | 7              | 217            | 150            | 1       | 1       | 2       | 61      | 54      | Finale      | Tampere Saints       |
| 2015     | 7              | 0              | 1              | 8              | 417            | 80             | 1       | 1       | 2       | 64      | 34      | Finale      | Hämeenlinna Huskies  |
| 2016     | 0              | 0              | 8              | 8              | 76             | 269            | -       | -       | -       | -       | -       | -           | -                    |
| 2018     | 6              | 0              | 0              | 6              | 247            | 50             | 1       | 1       | 2       | 44      | 50      | Finale      | Turku Trojans        |
| 2024     | 8              | 0              | 0              | 8              | 216            | 6              | 1       | 0       | 1       | 17      | 0       | Campionesse | Seinäjoki Crocodiles |
| Totale   | 26             | 0              | 11             | 37             | 1173           | 555            | 4       | 3       | 7       | 186     | 138     |             |                      |

Fonti: Enciclopedia del Football - A cura di Massimo Mezzetti

##### II-divisioona
| Stagione | regular season | regular season | regular season | regular season | regular season | regular season | playoff | playoff | playoff | playoff | playoff | playoff    | playoff          |
|          | Vin            | Par            | Per            | Tot            | PF             | PS             | Vin     | Per     | Tot     | PF      | PS      | risultato  | avversaria       |
| -------- | -------------- | -------------- | -------------- | -------------- | -------------- | -------------- | ------- | ------- | ------- | ------- | ------- | ---------- | ---------------- |
| 2003     | 8              | 0              | 0              | 8              | 519            | 25             | -       | -       | -       | -       | -       | Campioni   | -                |
| 2010     | 5              | 0              | 0              | 5              | 217            | 0              | 2       | 0       | 2       | 67      | 13      | Campioni   | Vaasa Vikings    |
| 2012     | 6              | 0              | 0              | 6              | 260            | 32             | 1       | 1       | 2       | 35      | 21      | Semifinale | Tampere Saints   |
| 2013     | 5              | 0              | 1              | 6              | 251            | 55             | 1       | 1       | 2       | 45      | 34      | Semifinale | Wasa Royals      |
| 2014     | 7              | 0              | 3              | 10             | 214            | 141            | 0       | 1       | 1       | 20      | 35      | Semifinale | Hanko Sun City   |
| 2015     | 8              | 0              | 0              | 8              | 322            | 48             | 1       | 0       | 1       | 42      | 0       | Campioni   | Mikkeli Bouncers |
| 2019     | 0              | 0              | 7              | 7              | 20             | 204            | -       | -       | -       | -       | -       | -          | -                |
| 2020     | 0              | 0              | 4              | 4              | 38             | 205            | -       | -       | -       | -       | -       | -          | -                |
| 2021     | 2              | 0              | 4              | 6              | 67             | 77             | -       | -       | -       | -       | -       | -          | -                |
| Totale   | 41             | 0              | 19             | 60             | 1908           | 787            | 5       | 3       | 8       | 209     | 103     |            |                  |

Fonti: Enciclopedia del Football - A cura di Massimo Mezzetti

##### Naisten II-divisioona
| Stagione | regular season | regular season | regular season | regular season | regular season | regular season | playoff | playoff | playoff | playoff | playoff | playoff     | playoff            |
|          | Vin            | Par            | Per            | Tot            | PF             | PS             | Vin     | Per     | Tot     | PF      | PS      | risultato   | avversaria         |
| -------- | -------------- | -------------- | -------------- | -------------- | -------------- | -------------- | ------- | ------- | ------- | ------- | ------- | ----------- | ------------------ |
| 2017     | 7              | 0              | 0              | 7              | 373            | 12             | 2       | 0       | 2       | 94      | 18      | Campionesse | Lohja Lionesses    |
| 2022     | 0              | 0              | 4              | 4              | 46             | 260            | 0       | 1       | 1       | 0       | 30      | Semifinale  | Hämeenlinna Tigers |
| 2023     | 0              | 0              | 6              | 6              | 32             | 292            | -       | -       | -       | -       | -       | -           | -                  |
| Totale   | 7              | 0              | 10             | 17             | 451            | 564            | 2       | 1       | 3       | 94      | 48      |             |                    |

Fonti: Enciclopedia del Football - A cura di Massimo Mezzetti

### Riepilogo fasi finali disputate
| Anno              | Luogo        | Evento                | Fase del torneo | Incontro                                   | Risultato     |
| 23 agosto 2008    | Lappeenranta | I-divisioona          | Semifinale      | Lappeenranta Rajaritarit - Kuopio Steelers | 52 - 33       |
| 13 settembre 2009 | Kuopio       | I-divisioona          | Spagettimalja   | Kuopio Steelers - Oulu Northern Lights     | 31 - 17       |
| 28 agosto 2010    | Kuopio       | II-divisioona         | Finale          | Kuopio Steelers - Vaasa Vikings            | 34 - 6        |
| 6 agosto 2011     | Vantaa       | I-divisioona          | Semifinale      | Vantaan TAFT - Kuopio Steelers             | 30 - 0        |
| 8 settembre 2012  | Tampere      | II-divisioona         | Semifinale      | Tampere Saints - Kuopio Steelers           | 21 - 7        |
| 18 agosto 2013    | Kuopio       | II-divisioona         | Semifinale      | Wasa Royals - Kuopio Steelers              | 34 - 0        |
| 9 agosto 2014     | Tampere      | Naisten I-divisioona  | Finale          | Tampere Saints - Kuopio Steelers           | 28 - 20       |
| 31 agosto 2014    | Kuopio       | II-divisioona         | Semifinale      | Kuopio Steelers - Hanko Sun City           | 20 - 35       |
| 22 agosto 2015    | Kuopio       | II-divisioona         | Rautamalja      | Kuopio Steelers - Mikkeli Bouncers         | 42 - 0        |
| 6 settembre 2015  |              | Naisten I-divisioona  | Finale          | Hämeenlinna Huskies - Kuopio Steelers      | 28 - 20       |
| 13 agosto 2016    | Hämeenlinna  | I-divisioona          | Semifinale      | Hämeenlinna Huskies - Kuopio Steelers      | 35 - 12       |
| 27 agosto 2017    | Kuopio       | Naisten II-divisioona | Finale          | Kuopio Steelers - Lohja Lionesses          | 37 - 18       |
| 2 settembre 2017  | Kuopio       | I-divisioona          | Spagettimalja   | Kuopio Steelers - Helsinki Wolverines      | 70 - 46       |
| 28 luglio 2018    | Kuopio       | Naisten I-divisioona  | Finale          | Kuopio Steelers - Turku Trojans            | 17 - 42       |
| 15 settembre 2018 | Helsinki     | Vaahteraliiga         | Vaahteramalja   | Helsinki Roosters - Kuopio Steelers        | 44 - 14       |
| 24 agosto 2019    | Helsinki     | Naisten Vaahteraliiga | Semifinale      | Helsinki Wolverines - Kuopio Steelers      | 66 - 6        |
| 14 settembre 2019 | Tampere      | Vaahteraliiga         | Vaahteramalja   | Helsinki Roosters - Kuopio Steelers        | 50 - 6        |
| 12 settembre 2020 | Lahti        | Vaahteraliiga         | Vaahteramalja   | Kuopio Steelers - Helsinki Wolverines      | 21 - 0        |
| 11 settembre 2021 | Lahti        | Vaahteraliiga         | Vaahteramalja   | Kuopio Steelers - Helsinki Roosters        | 14 - 0        |
| 9 luglio 2022     | Hämeenlinna  | Naisten II-divisioona | Semifinale      | Hämeenlinna Tigers - Kuopio Steelers       | 30 - 0 d.g.s. |
| 10 settembre 2022 | Kuopio       | Vaahteraliiga         | Vaahteramalja   | Kuopio Steelers - Seinäjoki Crocodiles     | 21 - 14       |
| 10 agosto 2024    | Kuopio       | Naisten I-divisioona  | Finale          | Kuopio Steelers - Seinäjoki Crocodiles     | 17 - 0        |
| 31 agosto 2024    | Kuopio       | Vaahteraliiga         | Semifinale      | Kuopio Steelers - Seinäjoki Crocodiles     | 14 - 35       |

## Palmarès
- 3 Vaahteramalja (2020, 2021, 2022)
- 2 Spagettimalja (2009, 2017)
- 4 Rautamalja (1995, 2003, 2010, 2015)
- 1 Naisten I-divisioona (2024)
- 1 Naisten II-divisioona (2017)